# グッチ裕三とグッチーズ
グッチ裕三とグッチーズ（グッチゆうぞうとグッチーズ）は、歌手・タレントのグッチ裕三を中心とする日本のバンドである。

## 概要
1992年に結成。活動の主体は地方でのライブやディナーショウであり、『ハッチポッチステーション』（NHK教育テレビ）などグッチ裕三の出演番組以外にメディアへの露出は少ない。

## 来歴
- 1992年、ビジーフォースペシャルのボーカルであったグッチ裕三がソロ活動を開始、結成。当初はグッチ裕三とバンドメンバー5人の6人編成で活動。
- 1996年、テレビ番組『ハッチポッチステーション』（NHK教育）のレギュラーにグッチ裕三が起用される。グッチーズが番組の音楽を担当し、歌のコーナー『ハッチポッチMTV』に出演。当時のメンバー5人をモデルにしたパペットバンド「リトルグッチーズ」も登場した。
- この間、1999年までにシュガー・クミが脱退[1]。以後、グッチ裕三を含めて5人編成となる。
- 2002年、ハチロー・ユキが逝去、後任としてオッチャンが加入。
- 2003年、『ハッチポッチステーション』レギュラー放送終了。公開収録となった『あつまれ!みんなの広場 ハッチポッチステーション』に出演。
- 2004年、『みんなの広場 ハッチポッチステーション』の後継番組『ぐっとくるサンデー』（NHK教育）に出演。主題歌、音楽を担当。
- 2005年、グッチ裕三が『きよしとこの夜』（NHK総合）に起用。グッチーズはブラスパートを中心にサポートメンバーを加えた「スーパーグッチーズ」として出演。番組の音楽はヒトヨシノビタ、雨宮賢明（エレキ・ケンメイ）が担当した。
- 2009年、『きよしとこの夜』放送終了。
- 2011年、オッチャンが脱退、サポートメンバーの渡辺建がレギュラーメンバーに昇格。

## メンバーと担当

### 現在のメンバー
グッチ裕三（ボーカル）
『ハッチポッチステーション』では主題歌『ハッチポッチファミリー』を始めオリジナル曲の作詞も行った。
エレキ・ケンメイ（ギター）
グッチーズのバンドリーダー。作曲、編曲も担当。
別名義にエレキ賢明、雨宮 賢明（あめみや まさはる）等があり、雨宮賢明名義で『きよしとこの夜』の音楽を担当した他、演劇や人形劇に楽曲を提供している。
ジャイアント（ドラムス、コーラス）
コーラスでは低音パートを担当。別名「係長」。グッチとはメンバーの中で付き合いが長く、通いでグッチの自宅で世話係として度々来ている事から、「イソーラー」という別名が与えられる事になる。近年ではグッチのyoutubeチャンネルにたびたび登場しており、グッチが作ったオリジナル料理の試食で必ずと言っていいほど動画に登場し、一風変わった食レポを披露するも、グッチを度々困らせるというのがオチになっている。
アキレス・ケン（ベース、コーラス）
1953年6月28日生まれ。本名:渡辺建
1976年、フュージョン・グループ プリズムのベース・プレイヤーとして、デビュー。2001年、プリズムを脱退後は、アーティストのサポート･ミュージシャンとして、あるいはミュージカルやショーでの演奏などの活動をする。また、スタジオ･ミュージシャンとしての活動も多く、数多くのレコーディング、アレンジメント、セッションに参加。その他、教則ビデオ、教則テキストの作成、音楽学校講師など、精力的な活動をしている。
サポートメンバーであったが2011年7月より正式加入。
エルトン・ジョン万次郎（キーボード、コーラス、作曲・編曲）
本名、澤近泰輔。1958年6月21日生まれ。
作曲家・アレンジャー・キーボーディストとして活動している。本家エルトンジョンばりの髪型とサングラスが特徴。1986年、シングル「夕暮れ時はさびしそう」のヒットで知られるバンド・NSPに加入し、1987年の活動休止まで在籍する。NSP活動休止後は、CHAGE&ASKAのバックを務めたほか、キーボードプレイヤー、サウンドプロデューサー、アレンジャーとしてKOKIA、キンモクセイ、植村花菜、工藤静香、柴田淳ら多くのアーティスト作品を手掛けている。
具体的な加入時期は不詳だが、2018年の時点でヒトヨシノビタの後任としてグッチーズに加入しており、グッチの楽曲の作詞・作曲も行っている。

### 過去のメンバー
ヒトヨシノビタ（キーボード、コーラス、作曲・編曲）
本名、小山 実。1957年7月5日生まれ。大阪芸術大学音楽科中退。
1979年、自作曲『倖せへの道』で第18回ヤマハポピュラーソングコンテストに入賞、翌1980年にシンガーソングライターとしてデビュー。ミュージシャンとして西田敏行、真田広之、小林明子、classらのバックバンド、サポートに参加した後、グッチーズに加わる。
作曲、編曲を手がける他、コーラスではファルセットボイスを活かした高音パートを担当。
近年は『わがまま☆フェアリー ミルモでポン!』などのテレビアニメの音楽制作や、「ヒトヨシノビタとゆかいな仲間たち」「ノビタオーケストラ」など独自の音楽活動も行っている。脱退時期は不明であるが、2013年にスマイルフェイスミュージックラボを設立し、ボイストレーナーとして活動している。翌2014年に「独立1周年」記念コンサートを行った。
一部、作曲者表示などで「人良のび太」との表記も用いられる。
オッチャン（ベース、コーラス）
2002年より加入。加入間もない時期は「オッチャンサン」とクレジットされていたが、『ぐっとくるサンデー』（2004年）以降「オッチャン」となる。
オッチャンと呼ばれる由来は、元来本人が自分のことを「おっちゃんはなぁ～」と言う口癖から。
西田ひかるによって正式にオッチャンと命名される。
ハッチポッチステーション出演にあたってNHK側から"オッチャン"と言う呼称に物言いが付き、苦肉の策で敬称の"さん"を付けてみたところOKが出た。
雨水英司名義でも活動、過去にはCHAGE and ASKAや吉田拓郎、世良公則、などのバックバンドのベーシストでもあった。
2011年脱退。
ハチロー・ユキ（ベース、コーラス）
本名、南 正幸（みなみ まさゆき）。ベーシストとして井田リエ&42ndストリート等に参加。2002年逝去。
シュガー・クミ（キーボード、コーラス）
在籍時にはヒトヨシノビタ、ハチロー・ユキとの3人でコーラスを担当していた。レギュラーメンバーでは唯一の女性であったが、既に脱退。

## 出演番組

### 過去の出演番組
- ハッチポッチステーション（NHK教育） - 音楽担当
- あつまれ!みんなの広場 ハッチポッチステーション（NHK教育） - 音楽担当
- ぐっとくるサンデー（NHK教育） - 音楽担当
- きよしとこの夜（NHK総合） - 音楽担当
- きょうの料理（NHK総合） - グッチ裕三の担当回に「江戸前グッチーズ」として出演
- 第34回爆笑そっくりものまね紅白歌合戦スペシャル（フジテレビ、2011年12月31日） - 復活したビジーフォー（グッチ裕三、モト冬樹のみ出演）のバックバンドとして出演。

## ディスコグラフィ
ハッチポッチファミリー c/w 夕暮れママ（シングル）
発売元：ポリドール・レコード 発売日：1997年6月30日 品番：PODH-1369
ハッチポッチステーション　WHAT'S ENTERTAINMENT?
発売元：ワーナーミュージック・ジャパン 発売日：2001年11月21日 品番：WPC7-10121
ハッチポッチステーション ベスト・オブ・江戸川サリバンショー
発売元：ワーナーミュージック・ジャパン 発売日：2002年2月14日 品番：WPC7-10128
ハッチポッチステーション The BEST
発売元：ワーナーミュージック・ジャパン 発売日：2002年11月13日 品番：WPC7-10159
南国パラダイス c/w 七月の子守唄（シングル）
発売元：ユニバーサルミュージック 発売日：2005年10月26日 品番：UPCH-5340
「浅草パラダイス」（鹿島ひろ美）のカバーで、玉緒&中川家による「大阪パラダイス」、マリアンによる「カリフォルニア・パラダイス」との競作。